# 山东华宇工学院

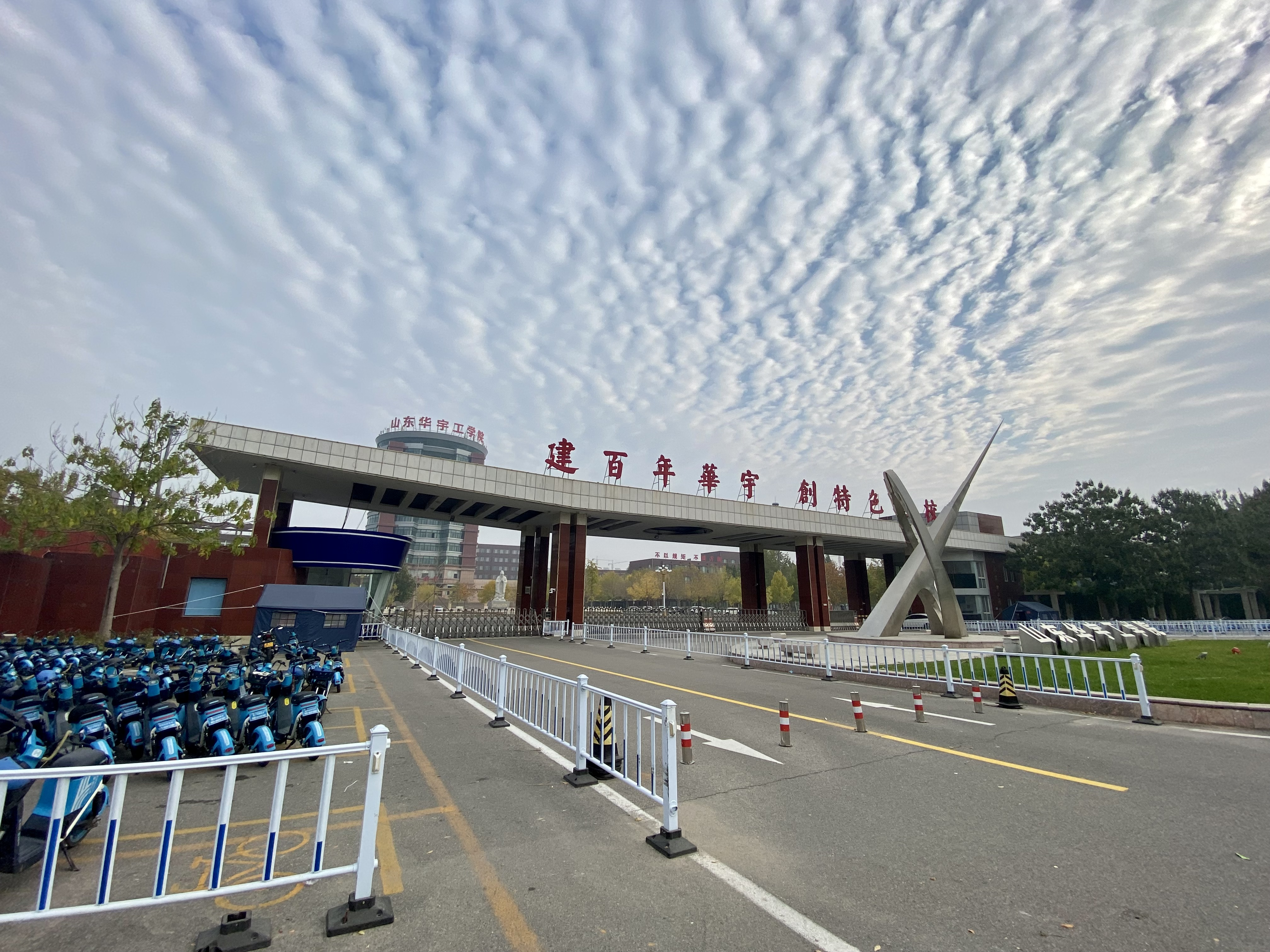
正门

山东华宇工学院是一所位于中国山东省德州市的民办全日制普通本科高校。2004年7月成立山东华宇职业技术学院，2014年升格为全日制普通本科高校。校址为山东省德州市大学东路968号。2023年，吸收原德州汽车摩托车专修学院校址，设立南校区。

## 相关链接
- 官方网站 （页面存档备份，存于）